# Natsuko Aso
Natsuko Aso (麻生夏子 - Asou Natsuko) é atríz e cantora de anisongs japoneses, gerenciada pela Stardust Promotion. Nasceu em Tóquio, estudante de direito na universidade Chuo, tem o tipo sangüíneo AB e é possuí o apelido de Nachan.

## Sumário
Começou sua carreira artística como atríz na novela Kuroi Taiyō em 2006 e 3 anos depois lançou seu primeiro single Brand new world, tema do anime Shin Mazinger Shogeki! Z Hen.
Em 2010 apresentou-se no evento Anisummer girls night mas foi em Agosto de 2011 que consegui realizar um de seus sonhos cantando no maior evento de anisongs, o Animelo Summer Live 2011 - Rainbow.
Segundo ela, seu próximo sonho é realizar um live solo no Nihon Budoukan.

## Trabalhos

### Como atríz

#### Novelas
- Kuroi Taiyō (2006)
- MAHOU SENSEI NEGIMA! (2007)
- Saitō san (2008)
- Nakigao ni KISS (2008)
- Cat Story (2008)
- Shōkōjo Seira (2009)
- Hitsudan Hostess (2010)
- Kamen Rider W (2010)

#### Filmes
- Kamen Rider W, Forever A to Z (2010)

#### Comerciais
- East Japan Railway Company
- MOS BURGER
- PSP
- SHARP

### Como cantora

#### Singles
|    | Título                      | Data do Lançamento   | Trabalho                                  |
| -- | --------------------------- | -------------------- | ----------------------------------------- |
| 1  | Brand New World             | 27 de Maio, 2009     | Shin Mazinger Shogeki! Z Hen ED           |
| 2  | Programming for non-fiction | 23 de Julho, 2009    | Yoku Wakaru Gendai Mahō OP                |
| 3  | Perfect-area complete!      | 27 de Janeiro, 2010  | Baka to Test to Shōkanjū OP               |
| 4  | Everyday Sunshine Line!     | 12 de Maio, 2010     | Ichiban Ushiro no Daimaō ED               |
| 5  | More-more Lovers!!          | 10 de Novembro, 2010 | MM! ED                                    |
| 6  | Diamond Star                | 9 de Fevereiro, 2011 | Cardfight!! Vanguard ED                   |
| 7  | Ren'ai Kōjō Committee       | 9 de Março, 2011     | Baka to Test to Shōkanjū Matsuri (OVA) OP |
| 8  | Eureka Baby                 | 20 de Julho, 2011    | Baka to Test to Shōkanjū 2 ED             |
| 9  | Lovely Girls Anthem         | 8 de Fevereiro, 2012 | Detective Opera Milky Holmes 2 ED         |
| 10 | Fighting Growing Diary      | 25 de Julho, 2012    | Cardfight!! Vanguard Asia Circuit ED      |

#### Álbum
|   | Título            | Data do Lançamento  | Música |
| - | ----------------- | ------------------- | --- |
| 1 | Movement of Magic | 4 de Agosto, 2010   | - 01: Programming for non-fiction - 02: style - 03: Your True Story - 04: Brand New World - 05: Music for science & magic - 06: Steady×Steady - 07: Teardrop of Rain - 08: Everyday sunshine line! - 09: Perfect-area complete! - 10: Shin kyoku wa uchuu cafe nite - 11: Dear my fortune - 12: Movement of magic - 13: Brand new world (Real world experience Remix) - 14: Programming for non-fiction (Another Diary Remix) |
| 2 | Precious tone     | 26 de Outubro, 2011 | - 01: Eureka Baby - 02: More-more LOVERS!! - 03: Kuusou Resume - 04: Tokimeki ☆ Traveler - 05: Daylight - 06: Knockin’ On Dream’s Door - 07: Luminous face, It’s mine! - 08: bitter - 09: starry-eyed future - 10: Ren'ai Kōjō Committee - 11: Diamond Star ☆ - 12: Precious tone |

Esse Álbum acompanha um DVD com o mini-live do dia 22 de Maio, 2010 realizado no EBISU LIVE GATE

#### Live
|   | Data                   | Live                                              | Local                        |
| - | ---------------------- | ------------------------------------------------- | ---------------------------- |
| 1 | - 23 de Dezembro, 2009 | Minasama no Aso Natsuko desu (RADIO)              |                              |
| 2 | - 22 de Maio, 2010     | Minasama no Aso Natsuko desu (RADIO) 2            | - EBISU LIVE GATE            |
| 3 | - 6 de Agosto, 2010    | Minasama no Aso Natsuko desu (BIRTHDAY LIVE)      | - Akihabara                  |
| 4 | - 11 de Agosto, 2010   | Movement of magic                                 | - Harajuku ASTRO HALL        |
| 5 | - 12 de Dezembro, 2010 | ART'n POP                                         | - La Marroquinerie           |
| 6 | - 2 de Abril, 2011     | Pop Step Trip!                                    | - SHIBUYA duo MUSIC EXCHANGE |
| 7 | - 6 de Agosto, 2011    | Minasama no Aso Natsuko desu (BIRTHDAY LIVE)      | - SHIBUYA WWW                |
| 8 | - 6 de Agosto, 2011    | Steps for the Future!                             | - SHIBUYA WWW                |
| 8 | - 9 de Janeiro, 2012   | Natsuko Aso LIVE TOUR 2012 Precious tone (Tóquio) | - Ebisu LIQUIDROOM           |
| 9 | - 14 de Janeiro, 2012  | Natsuko Aso LIVE TOUR 2012 Precious tone (Osaka)  | - ABENO ROCKTOWN             |